# Зернове (Харківський район)
Зернове — селище в Україні, у складі Вільхівської сільської громади Харківського району Харківської області. Населення становить 98 осіб. Колишній орган місцевого самоврядування — Кулиничівська селищна рада.

## Населення

### Мова
Розподіл населення за рідною мовою за даними перепису 2001 року:
| Мова       | Кількість | Відсоток |
| ---------- | --------- | -------- |
| українська | 65        | 66.33%   |
| російська  | 33        | 33.67%   |
| Усього     | 98        | 100%     |

## Географія
Селище Зернове знаходиться між річками Немишля (2 км) і Роганка (3 км). На відстані 1 км розташоване селище Благодатне.

## Історія
12 червня 2020 року, розпорядженням Кабінету Міністрів України № 725-р «Про визначення адміністративних центрів та затвердження територій територіальних громад Харківської області», увійшло до складу Вільхівської сільської громади.
19 липня 2020 року, в результаті адміністративно-територіальної реформи та ліквідації Харківського району(1923—2020), селище увійшло до складу новоутвореного Харківського району.